# 马内尔比奥
马内尔比奥（義大利語：Manerbio），是意大利布雷西亚省的一个市镇。总面积27.81平方公里，人口13295人，人口密度478.1人/平方公里（2009年）。国家统计（ISTAT）代码为017103。